# Qincheng
Qincheng is een stad in de Chinese gemeente Peking. De stad heeft ongeveer 38.330 inwoners. 
De speciale Gevangenis van Qincheng ligt in de stad. 